# قانوناً بلوند
قانوناً بلوند یا لیگالی بلوند (به انگلیسی: Legally Blonde) فیلمی محصول سال ۲۰۰۱ آمریکا به کارگردانی رابرت لوکتیک است. در این فیلم بازیگرانی همچون ریس ویترسپون، لوک ویلسون، سلما بلیر، متیو دیویس، ویکتور گاربر، جنیفر کولیج، آلانا اوباک، هالند تیلور، الی لارتر، جسیکا کافیل، آز پرکینز، لیندا کاردلیانی، راکوئل ولش، بروس توماس، مریدیت اسکات لین و ساشا باره‌سی ایفای نقش کرده‌اند. قسمت دوم فیلم هم در سال ۲۰۰۳ با نام قانوناً بلوند ۲: قرمز، سفید و بلوند ساخته شد.

## خلاصه داستان
«ال وودز» (ویدرسپون) با «وارنر هانتینگتن سوم» (دیویس) نامزد شده‌است. اما «وارنر» از ترس این که دوستان افاده‌ای و خانوادهٔ ثروتمندش، دختر پرشور و شوری مثل «ال» را نپذیرند، پیش از رفتن به دانشگاه هاروارد و فارغ‌التحصیلی در رشتهٔ حقوق، نامزدی اش را برهم می‌زند. «ال» نیز برای به دست آوردن دوبارهٔ مردش در همان دانشگاه بسیار سخت‌گیر و مقرراتی ثبت نام می‌کند…